# Strafarrest
Strafarrest bezeichnet eine Form der Freiheitsstrafe gegen Militärangehörige.

## Deutschland

### 19. Jahrhundert
Durch die Reformen ab 1808 wurden die körperlichen Züchtigungsstrafen wie das Spießrutenlaufen in Preußen aufgehoben und durch den Arrest ersetzt. Gesetzlich geregelt war er im entsprechenden Militär-Strafgesetzbuch (MilStGB). Der Arrest wurde bei geringeren Vergehen, die keine schwerwiegenden Folgen verursachten, verhängt und dauerte maximal 6 Wochen. Er bedeutete stets Einzelhaft. Das Militär-Strafgesetzbuch für das Deutsche Reich von 1872 schrieb Arreststrafen z. B. vor für Verletzung der Achtung gegen Vorgesetzte (§ 89), Sagen der Unwahrheit auf Befragen (§ 90) oder Ungehorsam (§ 92), aber auch für minder schwere Fälle des Missbrauchs der Dienstgewalt (§ 114). Man unterschied Stubenarrest, gelinden, mittleren und schweren Arrest.
Der Stubenarrest (bei der Marine Kammerarrest genannt) konnte nur gegen Offiziere verhängt werden: Der so Bestrafte durfte seine Wohnung nicht verlassen und keinen Besuch empfangen. Die Strafe konnte dadurch geschärft werden, dass der Bestrafte sie in einer besonderen Arrestzelle absitzen musste.
Gelinder Arrest konnte gegen Unteroffiziere und Mannschaften verhängt werden: Der Bestrafte wurde in Einzelhaft in eine Arrestzelle gesperrt.
Mittlerer Arrest (auch „Mittelarrest“ genannt) konnte nur gegen Mannschaften und Unteroffiziere ohne Portepee verhängt werden. Der damit Bestrafte erhielt eine harte Lagerstatt und als Nahrung lediglich Wasser und Brot. Am 4., 8. und 12. Tag und sodann jeden weiteren dritten Tag entfiel diese Einschränkung. „Drei Tage Mittelarrest“, eine offenbar damals beim Militär bei kleineren Dienstvergehen häufig verhängte Standard-Strafe, bedeutet also drei Tage Einsitzen in Einzelhaft bei Wasser und Brot und Schlafen auf einer Holzpritsche ohne Matratze, und Ende der Haft, bevor die Vergünstigungen für länger Inhaftierte einsetzen.
Schwerer Arrest konnte nur gegen Mannschaften verhängt werden. Er durfte die Maximaldauer von vier Wochen nicht überschreiten. Als zusätzliche Einschränkung gegenüber dem mittleren Arrest kam hinzu, dass der Bestrafte in eine Dunkelzelle gesperrt wurde. Die Erleichterungen ab dem 4. Tag (usw.) galten auch hier.

### Bundesrepublik Deutschland
Strafarrest ist eine nach dem Wehrstrafgesetz (WStG) für Soldaten der deutschen Bundeswehr vorgesehene Form des Freiheitsentzugs (§ 9 Abs. 2, S. 1 WStG).
Siehe: 

### DDR
Auch in der DDR gab es (seit 1962) die Variante des Strafarrestes, der nur durch Militärgerichte verhängt werden konnte und zunächst maximal drei Monate betrug. Er sollte eine Lücke schließen, die darin bestand, dass Disziplinarstrafen (gegebenenfalls mehrfach) nur maximal 10 Tage währen durften und Freiheitsstrafen durch Gerichte mindestens drei Monate umfassen mussten. Durch eine Strafrechtsreform in der DDR verschob sich 1977 diese Abgrenzung auf sechs Monate. Die Verbüßung des Strafarrestes war in sogenannten Militärstrafarrestabteilungen vorgeschrieben. Da ab 1968 nur das Militärgefängnis Schwedt diese Definition erfüllte, wurden DDR-weit alle zu Strafarrest verurteilten Personen nach Schwedt verlegt. Neben der relativen Kürze der Strafe zeichnete sich der Strafarrest dadurch aus, dass er nicht ins Strafregister eingetragen wurde – womit die Verurteilten nach Verbüßung nicht als vorbestraft galten. Doch die Strafzeit wurde nicht auf die Zeit des Wehrdienstes angerechnet und der entsprechende Anteil musste nachgedient werden, was von den Betroffenen meist als zusätzliche Strafe empfunden wurde. Die räumliche Unterbringung in Schwedt sollte getrennt von den zu (längeren) Freiheitsstrafen verurteilten Militärangehörigen erfolgen und war ab 1982 insbesondere abgegrenzt zu den Disziplinarbestraften organisiert worden.

## Schweiz
In der Schweiz wird militärischer Arrest bei leichten Fällen von strafbarem Verhalten verhängt. Es handelt sich dabei um eine blosse Disziplinarstrafe. Im schweizerischen Militärstrafrecht wird der Arrest v. a. in Art. 190 ff. des Militärstrafgesetzes vom 13. Juni 1927 (MStG; SR 321.0) geregelt. Der Arrest kann vom Truppenkommandanten oder den zuständigen Organen der Militärjustiz verhängt werden.
Das schweizerische Recht unterscheidet nicht zwischen Straf- und Disziplinararrest.